# Pseudosparna iolandae
Pseudosparna iolandae es una especie de escarabajo longicornio del género Pseudosparna, categorizada en la tribu Acanthocinini, de la subfamilia Lamiinae. Fue descrita por Lanuza-Garay en 2023.
Mide 6-7,1 mm de longitud. Se distribuye por América Central: Panamá.